# ノーチ
ノーチ（イタリア語: Noci）は、イタリア共和国プッリャ州バーリ県にある、人口約1万9000人の基礎自治体（コムーネ）。

## 地理

### 位置・広がり

#### 隣接コムーネ
隣接するコムーネは以下の通り。括弧内のTAはターラント県所属を示す。

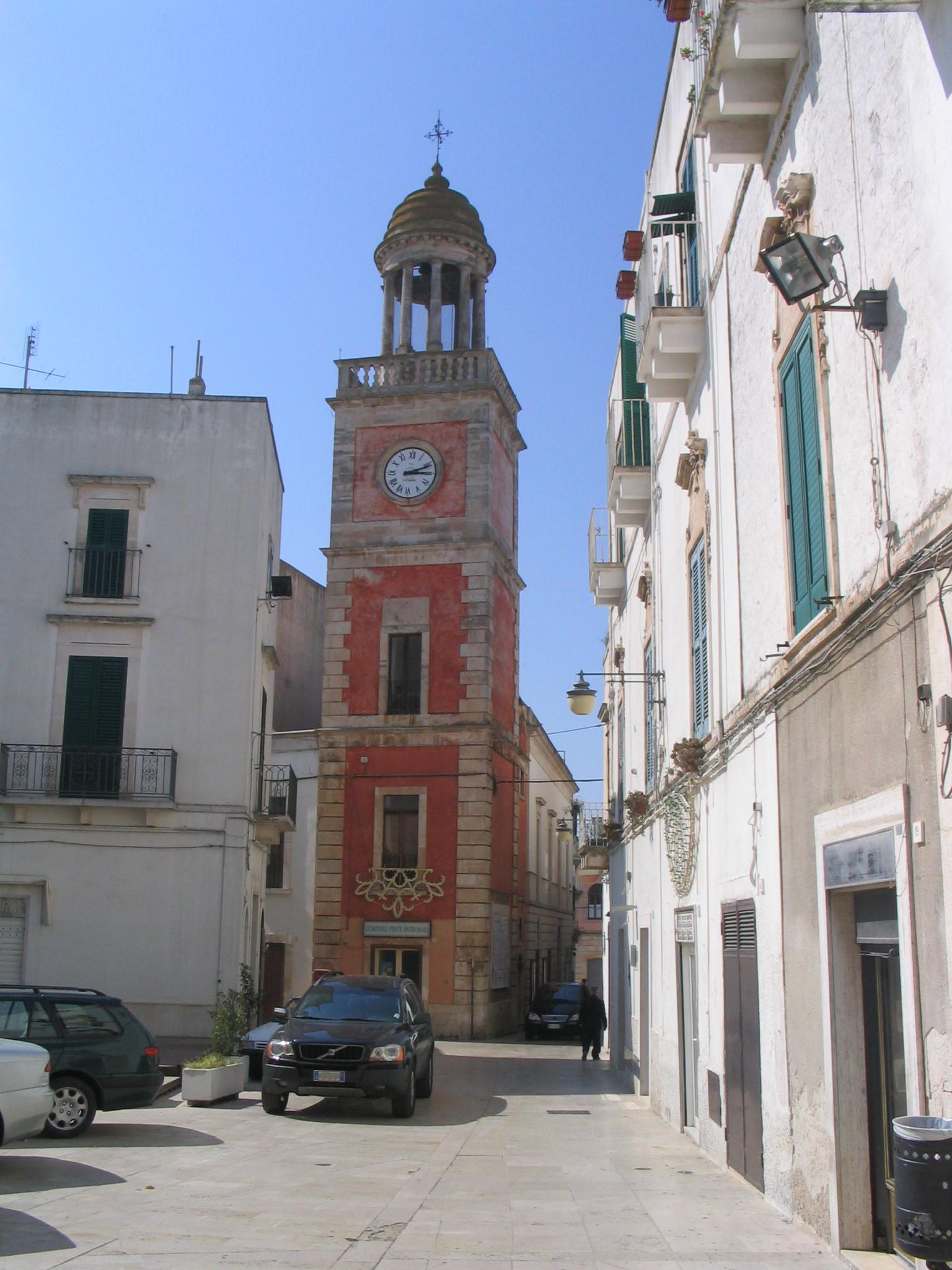
時計塔

- アルベロベッロ
- カステッラーナ・グロッテ
- ジョーイア・デル・コッレ
- モットラ (TA)
- プティニャーノ